# Enric Prat de la Riba
Enric Prat de la Riba Sarrà (Castelltersol, 29 de noviembre de 1870-Castelltersol, 1 de agosto de 1917) fue un político y escritor español, de pensamiento catalanista. Es considerado uno de los padres teóricos del nacionalismo catalán.
Licenciado en Derecho, desde joven estuvo implicado en los movimientos catalanistas. Miembro fundador de la Unió Catalanista, intervino en la redacción de las llamadas Bases de Manresa y publicó varios trabajos doctrinales sobre el entonces incipiente nacionalismo catalán. En 1901 fue uno de los fundadores de Lliga Regionalista, que se configuraría como una de las principales formaciones políticas del ámbito catalán. Firme defensor del autogobierno político de Cataluña, con el impulso de la Lliga lograría alcanzar la presidencia de Diputación Provincial de Barcelona y, más adelante, de la Mancomunidad de Cataluña. Ensayista y autor de numerosas obras, fue así mismo un importante impulsor de la propaganda nacionalista catalana.
Tras su muerte, la figura de Prat de la Riba ha despertado tanto admiración como animadversión.

## Biografía
Nacido en la localidad barcelonesa de Castelltersol el 29 de noviembre de 1870, comenzó sus estudios de Derecho en la ciudad de Barcelona, donde destacó por un brillante expediente académico. Se doctoró en dicha especialidad a los veinticuatro años, en la Universidad Central de Madrid. A pesar de ello, Prat de la Riba nunca llegó a ejercer como abogado.

### Actividad política
A partir de 1887 —fecha de su ingreso en el Centre Escolar Catalanista, donde surgió una de las primeras definiciones del catalanismo— empieza a militar en diversas organizaciones políticas defensoras de la identidad propia de Cataluña. Desempeñó varios cargos de responsabilidad en la Unió Catalanista, organización de la que sería elegido secretario en 1892. Ello le llevó a participar en la asamblea que redactó las Bases de Manresa, documento que sentaba las bases para la institución de un autogobierno catalán. Prat de la Riba, de hecho, fue el secretario de la comisión redactora de las Bases.

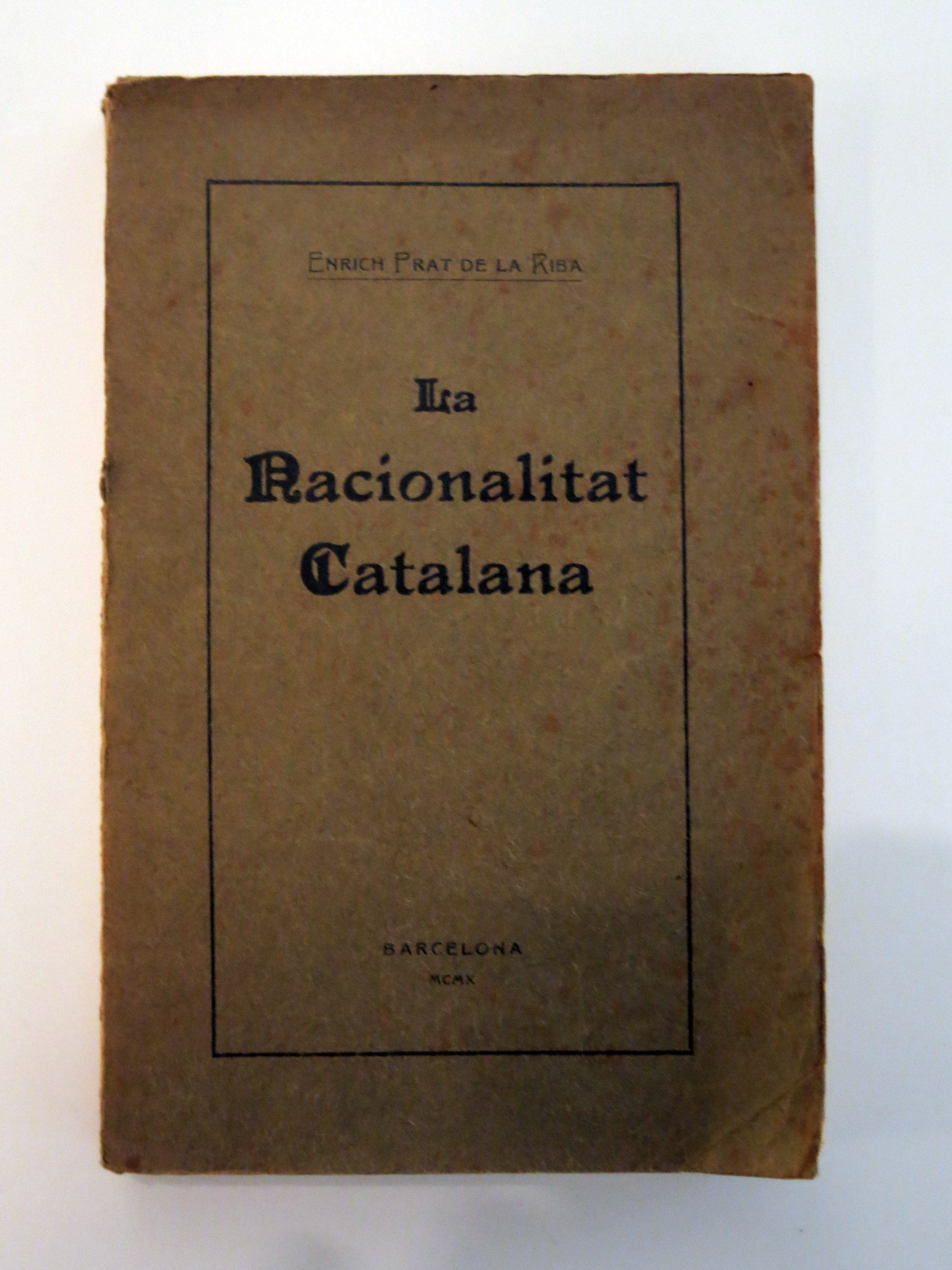
La nationalitat catalana, edición de 1910.

En 1899 se produjo una escisión en la Unió Catalanista, al defender un sector la participación de la organización en el sistema político de la Restauración. Esta escisión se transformó inmediatamente en el Centre Nacional Català, en donde se integraron el propio Prat de la Riba y también futuras personalidades del nacionalismo catalán conservador como Francisco Cambó. En esta época (1899-1900) colaboró con el periódico La Veu de Catalunya, al tiempo que participaba numerosos mítines de «provocación». En 1901 sería uno de los promotores de la fusión del Centre Nacional con la Unió Regionalista para crear la Lliga Regionalista, con el objetivo de acudir a las elecciones. Prat de la Riba y Cambó fueron dos de las principales figuras en el seno de la Lliga.
En 1902 fue encarcelado durante unos días por la publicación de un artículo, reproducido de L'Indépendent de Perpiñán, en La Veu de Catalunya. Al salir contrajo una grave dolencia que le obligó a pasar cierto tiempo en un sanatorio francés.
Autor de numerosos textos, Prat de la Riba fue así mismo un importante impulsor de la propaganda nacionalista catalana. Expuso su doctrina política en su libro La nacionalitat catalana (1906), donde definiría la nacionalidad catalana «como el derecho a la lengua catalana y la legislación civil propia, que da a la comunidad de habitantes dentro del territorio catalán una conciencia de su personalidad». Unos años antes ya había publicado Compendi de la doctrina nacionalista junto a Pere Muntanyola, que constituyó una síntesis sobre el nacionalismo catalán. Esta obra ha sido considerada uno de los textos fundacionales del catalanismo político. Bajo la dirección de Prat de la Riba la corriente más derechista del catalanismo iba a tener una mayor preeminencia que la corriente progresista, especialmente en torno a la actividad de la Lliga Regionalista.
Si en su juventud Prat de la Riba manifestó tendencias favorables a la separación de Cataluña respecto de España, con posterioridad su ideología se postularía favorable a una suerte de proyecto «imperial» y confederalista que uniría a las naciones ibéricas, «desde el Ródano hasta las Canarias». Estos planteamientos, sin embargo, guardaban poca relación con el federalismo republicano y estaban más en línea con las antiguas grandes confederaciones medievales.

### Cargos institucionales

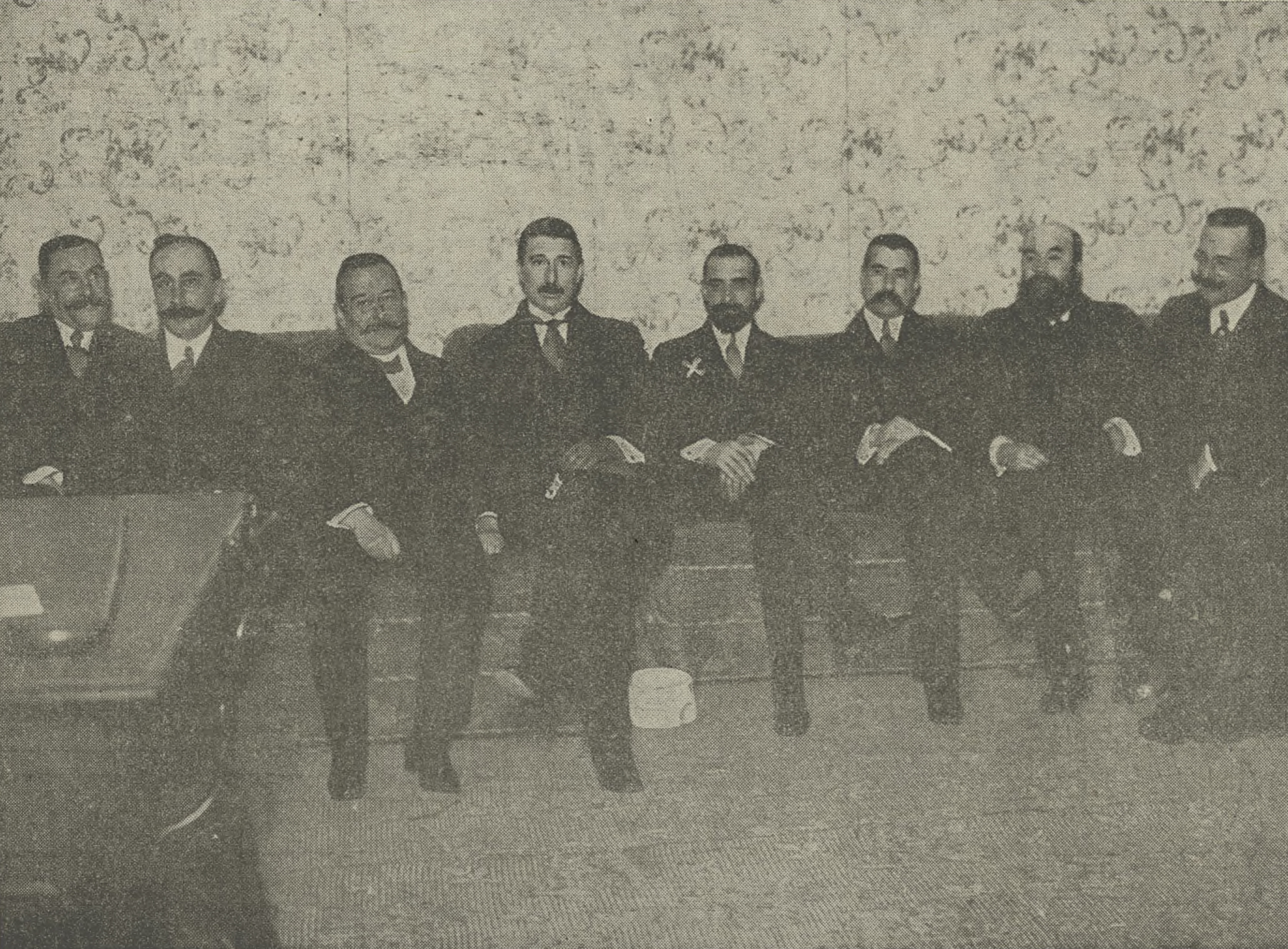
Grupo de políticos de la Lliga Regionalista en 1912. Prat de la Riba, que por entonces ejercía el cargo de presidente de la Diputación Provincial de Barcelona, es el tercero por la izquierda.

En 1907 accedió a la presidencia la Diputación provincial de Barcelona, desde donde desarrollaría un proyecto de «reconstrucción nacional». Ese mismo año creó el Instituto de Estudios Catalanes, en cuya presidencia situó a Antonio Rubió y Lluch. Como presidente de la Diputación de Barcelona, impulsó la creación, el 6 de abril de 1914, de la Mancomunidad de Cataluña, de la que fue el primer presidente, puesto que mantuvo hasta su muerte. Prat de la Riba, que para entonces ya era «netamente nacionalista», contribuiría desde la Mancomunidad a la creación numerosas organizaciones que sirvieran de base para la creación de una «autonomía cultural catalana». En su haber también estuvo la construcción de escuelas y bibliotecas, así como la modernización de carreteras y de la red teléfonica.
Prat de la Riba falleció en Castelltersol el 1 de agosto de 1917, a los cuarenta y seis años de edad. Tras su muerte fue sucedido por Josep Puig i Cadafalch en la presidencia de la Mancomunidad. Cambó, por su parte, le sucedería en el liderazgo político de la Lliga.

## Semblanza
Un personaje emblemático que despierta tanto admiración como animadversión, es considerado un importante teórico del catalanismo, encuadrado por Joaquim Capdevila en la corriente de «catalanismo oportunista» de la Lliga. Su pensamiento, con ciertos componentes maurrasianos, se caracterizaba por un rechazo del parlamentarismo. Descrito como un «profundo clerical», Prat de la Riba sentía un hondo rechazo por los ateos y evitaba cualquier contacto con ellos. El periodista Fernando Soldevilla llegó a afirmar en una ocasión que «la nacionalidad española hubiera ganado mucho con que Prat de la Riba no hubiera existido».
En 2008 se publicó la biografía Prat de la Riba i la historiografia catalana: intel·lectuals i crisi política a la fi del segle xix, de Giovanni C. Cattini.

## Obras

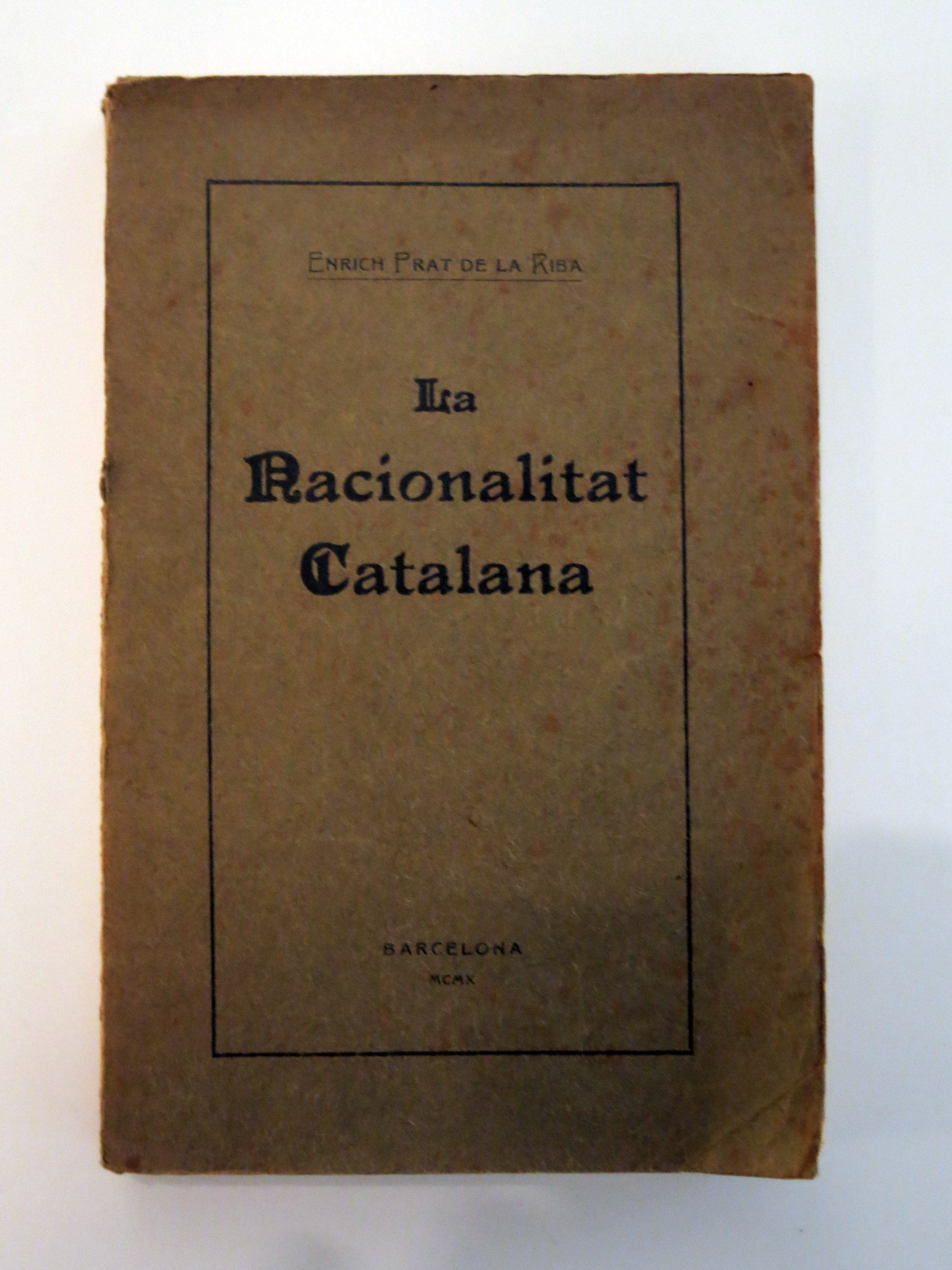
Edición de 1910 de La nacionalitat catalana

Como catalanista, elaboró diversos manifiestos, entre los que destaca el Missatge al Rei dels Hel·lens en 1897. También destacó Compendi de la doctrina catalanista, de 1894, donde llega a afirmar que «los castellanos [en el compromiso de Caspe] usurparon la Corona catalana». Como divulgador y pensador catalanista escribió Compendio de la Historia de Cataluña e impulsó el diario La Renaixensa. También es autor de La nacionalitat catalana (1906), considerada la obra más importante del catalanismo político. Apoyó el intervencionismo de la Lliga en la política española; ejemplo de ello es la redacción del manifiesto Per Catalunya i per l’Espanya Gran (1916).
La nacionalitat catalana era una obra elaborada a partir de textos anteriores que tenía como finalidad fundamentar teóricamente el proyecto de la Solidaritat Catalana, que se fundó en el mismo mes de mayo de 1906 en que se publicó el libro. En él retomaba la tesis ya expuesta doce años antes en Compendi de la doctrina catalanista de que Cataluña era la nación, mientras que España era el Estado al que Cataluña pertenecía:

Y veíamos más: veíamos que Cataluña tenía lengua, derecho, arte propios; que tenía espíritu nacional, un carácter nacional, un pensamiento nacional; Cataluña era, así pues, una nación. Y el sentimiento de patria, vivo en todos los catalanes, nos hacía sentir que patria y nación eran una misma cosa, y que Cataluña era nuestra nación, al igual que nuestra patria.